# Aleksandros Zaimis
Aleksandros Zaimis (gr. Αλέξανδρος Ζαΐμης; ur. 9 listopada 1855 w Atenach, zm. 15 września 1936 w Wiedniu) – polityk, wielokrotny premier i prezydent Grecji.
Aleksandros był synem Thrasyvoulosa Zaimisa, który także był premierem Grecji w latach 1869–1872.
Zaimis karierę polityczną rozpoczął w bardzo młodym wieku. Już jako trzydziestolatek został członkiem greckiego parlamentu, któremu przewodził w latach 1895–1897.  W roku 1897 po raz pierwszy został premierem.
W latach 1906–1913 sprawował funkcję wysokiego komisarza Republiki Krety i doprowadził do przyłączenia jej do Grecji.
Od września do października 1915, następnie czerwca do września 1916 i od kwietnia do czerwca 1917, w czasie schizmy narodowej, był premierem południowej części kraju – północna rządzona była przez Eleftheriosa Wenizelosa, który przy pomocy państw Ententy w czerwcu przejął kontrolę nad całym krajem. W roku 1926 Zaimis wrócił na fotel premiera. W okresie sprawowania urzędu prowadził z Wielką Brytanią negocjacje w sprawie rozłożenia na raty greckiego długu wynoszącego 21 mln funtów. Zaimis zdołał doprowadzić do rozłożenia spłaty długu na 50 lat, uzyskał również kredyty, które pozwoliły ustabilizować budżet i walutę grecką. W 1928 jego rząd został obalony przez Wenizelosa. Rok później był przewodniczącym Senatu, następnie został prezydentem Grecji. W 1932, po zwycięstwie wyborczym wenizelistów, z jego inspiracji powstał rząd złożony z przedstawicieli szerokiej koalicji partii. Urząd prezydenta pełnił do restauracji monarchii w roku 1935. Zmarł 15 września 1936 w Wiedniu.